# WTA International Tournaments 2009
Aquí están todos los torneos que formaron el calendario de la WTA International Championships en la temporada 2009:
| Torneo            | Fechas                   | Superficie    | Ganadora             |
| ----------------- | ------------------------ | ------------- | -------------------- |
| Brisbane          | 5-11 de enero            | Dura          | Victoria Azarenka    |
| Auckland          | 5-11 de enero            | Dura          | Yelena Dementieva    |
| Hobart            | 12-18 de enero           | Dura          | Petra Kvitová        |
| Pattaya City      | 9-15 de febrero          | Dura          | Vera Zvonareva       |
| Memphis           | 16-22 de febrero         | Dura-Indoor   | Victoria Azarenka    |
| Bogotá            | 16-22 de febrero         | Tierra batida | María José Martínez  |
| Acapulco          | 23 de febrero-1 de marzo | Tierra batida | Venus Williams       |
| Monterrey         | 2-8 de marzo             | Dura          | Marion Bartoli       |
| Ponte Vedra Beach | 6-12 de abril            | Tierra batida | Caroline Wozniacki   |
| Marbella          | 13-19 de abril           | Tierra batida | Jelena Janković      |
| Barcelona         | 13-19 de abril           | Tierra batida | Roberta Vinci        |
| Fes               | 27 de abril-3 de mayo    | Tierra batida | Anabel Medina        |
| Estoril           | 4-10 de mayo             | Tierra batida | Yanina Wickmayer     |
| Estrasburgo       | 18-24 de mayo            | Tierra batida | Aravane Rezaï        |
| Birmingham        | 8-14 de junio            | Hierba        | Magdaléna Rybáriková |
| 's-Hertogenbosch  | 15-21 de junio           | Hierba        | Tamarine Tanasugarn  |
| Budapest          | 6-12 de julio            | Tierra batida | Ágnes Szávay         |
| Bastad            | 6-12 de julio            | Tierra batida | María José Martínez  |
| Palermo           | 13-19 de julio           | Tierra batida | Flavia Pennetta      |
| Praga             | 13-19 de julio           | Tierra batida | Sybille Bammer       |
| Portoroz          | 20-26 de julio           | Dura          | Dinara Sáfina        |
| Bad Gastein       | 20-26 de julio           | Tierra batida | Andrea Petkovic      |
| Estambul          | 27 de julio-2 de agosto  | Tierra batida | Vera Dushevina       |
| Quebec            | 14-20 de septiembre      | Dura-Indoor   | Melinda Czink        |
| Cantón            | 14-20 de septiembre      | Dura          | Shahar Peer          |
| Seúl              | 21-27 de septiembre      | Dura          | Kimiko Date          |
| Tashkent          | 21-27 de septiembre      | Dura          | Shahar Peer          |
| Linz              | 12-18 de octubre         | Dura-Indoor   | Yanina Wickmayer     |
| Osaka             | 12-18 de octubre         | Dura-Indoor   | Samantha Stosur      |
| Luxemburgo        | 19-25 de octubre         | Dura-Indoor   | Timea Bacsinszky     |

- Datos: Q6165936